# Neoserica splendifica
Neoserica splendifica är en skalbaggsart som beskrevs av Brenske 1898. Neoserica splendifica ingår i släktet Neoserica och familjen Melolonthidae. Inga underarter finns listade i Catalogue of Life.